# مسلي آل معمر
مسلي آل معمر (يناير 1976 —) هو الرئيس السابق لمجلس إدارة نادي النصر السعودي، والرئيس السابق لرابطة الدوري السعودي للمحترفين.

## النشأة
ولد في يناير 1976 في محافظة ثار في منطقة نجران بالسعودية، وأتمَّ فيها المراحل التعليمية الثلاث.

## السيرة المهنية
درس في قسم الإدارة المالية بجامعة الملك فهد للبترول والمعادن بالمنطقة الشرقية، وخلال الدراسة مارس مهنة الصحافة مراسلاً في صحيفة الاقتصادية، ثم في صحيفة الرياضي، وصحيفة شمس، ثمَّ صحيفة الشرق الأوسط وقناة العربية، وثمَّ حصل على مؤهل بكالوريوس الإدارة المالية من جامعة الملك فهد للبترول والمعادن.
وهو حاصل على ماجستير التسويق الرياضي والاتصال من جامعة مانشستر ميتروبوليتان في بريطانيا، وحصل على شهادة ماجستير في القانون الرياضي من المعهد العالي للقانون في مدريد، وهو أيضاَ خريج برنامج القياديين التنفيذيين من جامعة هارفارد 2018-2019.
وقد عمل مستشاراً لرئيس مجلس إدارة الهيئة العامة للترفيه في 2020 - 2021، ورئيساً لرابطة الدوري السعودي للمحترفين من 2018 حتى 2020 ورئيساً لفريق التسويق والاتصال في وادي الظهران للتقنية بين 2013 و 2018، وقبلها عمل مديراً لإدارة الاتصال في شركة الاتصالات السعودية من 2008 حتى 2013.

## رئاسة نادي النصر
- في 1 أبريل من عام 2021 تم تزكية مسلي آل معمر رئيسًا لنادي النصر لأربعة سنوات.[7]
- عقد نادي النصر خلال فترة رئاسة مسلي آل معمر عدة صفقات كان من أبرزها صفقة انتقال الهداف البرتغالي كريستيانو رونالدو إلى نادي النصر.
- وفي 7 يونيو 2023 وبعد إعلان خصخصة الأندية، تم إعلان إجراء انتخابات نادي النصر، والتي أُعلنت نتائجها في 22 يونيو بفوز قائمة المرشح مسلي آل معمر 878,580 بصوت مقابل 290 صوت لمنافسه ثامر اليمني.[8]
- وفي 21 مارس 2024 رفع رئيس نادي النصر مسلي آل معمر طلب استقالته من النادي